# مارك هيرد (مغني)
مارك هيرد (بالإنجليزية: Mark Heard)‏ هو منتج أسطوانات ومهندس الصوت ومغن مؤلف ومغني وكاتب أغاني أمريكي، ولد في 16 ديسمبر 1951 في ماكون في الولايات المتحدة، وتوفي في 16 أغسطس 1992 في شيكاغو في الولايات المتحدة.

## وصلات خارجية
- مارك هيرد على موقع IMDb (الإنجليزية)
- مارك هيرد على موقع ميوزك برينز (الإنجليزية)
- مارك هيرد على موقع أول ميوزيك (الإنجليزية)
- مارك هيرد على موقع ديسكوغز (الإنجليزية)